# No Expense Spared
No Expense Spared is het tweede album van de combinatie Wakeman with Wakeman. Speelde op het eerste album Wakeman with Wakeman Adam nog niet mee, met dit tweede studioalbum was er sprake van een echte samenwerking. Het is een rockalbum geworden met naast de heren een rockband bestaande uit leden, waarmee Rick eerderhad gespeeld. Opnamen vonden plaats van augustus tot en met oktober 1993 in Bajonor Studio op het eiland Man. 

## Musici
- Chrissie Hammond- zang
- Rick Wakeman – toetsinstrumenten
- Adam Wakeman – idem, zang
- Dr. Doom – gitaar
- Alan Thomson – gitaar en basgitaar
- Tony Fernandez – slagwerk
- Stuart Sawney – elektronisch slagwerk

## Tracklist
| Nr. | Titel                 | Duur |
| --- | --------------------- | ---- |
| 1.  | No expense spared     | 5:33 |
| 2.  | Dylic                 | 4:38 |
| 3.  | It’s your move        | 3:54 |
| 4.  | No one cares          | 7:01 |
| 5.  | Luck of the draw      | 5:50 |
| 6.  | Dream the world away  | 3:32 |
| 7.  | Is it the spring?     | 4:06 |
| 8.  | Nothing ever changes  | 5:02 |
| 9.  | Number 10             | 5:29 |
| 10. | Jungle                | 5:39 |
| 11. | Children of Chernobyl | 4:58 |
| 12. | Find the time         | 4:41 |